# Pont Orinoquia
Le deuxième pont sur l'Orénoque, baptisé Pont Orinoquia ((es) Puente Orinoquia), se situe près de la ville de Ciudad Guayana dans l'État de Bolivar au Venezuela.

## Description
Le pont Orinoquia est à la fois routier et ferroviaire. Les travaux de construction ont débuté en 2002. Il a été inauguré le 13 novembre 2006 par Hugo Chávez et Lula da Silva, respectivement présidents du Venezuela et du Brésil.
La construction du pont a été voulue, à la fois en complément pour ajouter un point de traversée supplémentaire sur le fleuve et pour désenclaver la ville industrielle de Ciudad Guayana. En effet, avant sa construction, le seul ouvrage permettant la traversée de l'Orénoque était le Pont d'Angostura, situé à une centaine de kilomètres en amont près de Ciudad Bolívar et datant de 1967.
En 2007 a débuté la construction d'un troisième ouvrage près de Caicara del Orinoco.